# 次元

空間次元を模式的に表した図

次元（じげん、英: Dimension）は、空間の広がりを表す一つの指標である。
直感的に言えば、ある空間内で特定の位置を指ししめすのに必要な変数の数が次元である。例えば平面上の位置を表すには、x座標とy座標、緯度と経度のような2つの変数が必要であるから、平面は2次元空間である。
dimension の訳語として「次元」という言葉が初めて見られたのは、1889年の藤沢利喜太郎による『数学に用いる辞の英和対訳字書』と言われる。
数学や計算機において要素の配列の長さを指して次元ということもある。
自然科学においては、物理量の自由度として考えられる要素の度合いを言い、物理的単位の種類を記述するのに用いられる。

## 独立要素数

### 空間・時空
私たちの住む世界は共時的には3つの向きへの広がりをもった実3次元的な空間だととらえられる。また、時間は一方向的な実1次元的物理量だと考えられ、ニュートン力学では空間と時間は相互に独立な物理概念として取り扱われる。一方、相対性理論では光速を通じ時間の尺度と空間の尺度とは結びつけられ、符号(3, 1)の計量が入った実4次元の空間（ミンコフスキー空間）において現象が記述される。ただし、ミンコフスキー空間においても依然として時間軸は他の3つの空間軸とは性質の異なるものとしてとらえられることに注意しなければならない。

### 配列（プログラム）
コンピュータ言語において添字で指定できる一連の変数を配列（配列変数）と言うが、ひとつの配列で独立して指定できる添字の個数を配列の次元と言う。配列参照。

### 量の次元
ある量体系に含まれる量の次元とは、その体系において独立な基本量の冪乗として表したものである。特に、国際量体系（ISQ）に基づく場合は、独立な基本量として7つの物理量が定められている。

## 次元論
- 超次元 接頭辞「超（ちょう）」を使った複合語で、「超える」「ハイパー」「スーパ—」の意味を持ち、数学や物理学において4次元時空を超える5次元以上の高次元空間を強調します。

数学では、次元は様々な数学的対象について異なる方法で定義されている。例えば、
- ベクトル空間の次元 - ベクトル空間において、一次独立（線型独立）な生成系の濃度。
- 多様体や代数多様体の次元
- 複体のホモロジー次元
- 可換環のクルル次元。次元論 (代数学)も参照。
- 環の大域次元
- 加群の次元（射影次元、移入次元、etc.）
- 位相次元（トポロジカル次元）
  - ルベーグ被覆次元
  - 帰納次元: 大きな帰納的次元 - 小さな帰納的次元
- フラクタル次元 - フラクタル幾何も参照。フラクタルで定義される次元は0以上の実数であり、整数とは限らない。
  - ハウスドルフ次元
  - 相似次元
  - 容量次元（ボックス次元、ボックスカウンティング次元）
  - スペクトル次元
  - ランダムウォーク次元
  - ミンコフスキー次元（Minkovski-Bouligand次元）
  - パッキング次元

などが挙げられる。次元の概念は多様であるが、基本はユークリッド空間 Rn の次元が n となることであり、局所的に Rn である空間の次元が n に一致することである。
現代的な次元の概念は、古典的な図形の幾何学がユークリッド空間内の点集合論として一般化される19世紀末から20世紀初頭に掛けて、ポアンカレやブラウワーを萌芽としてメンガーやウリゾーンらの手によって可分な距離空間に対して定式化された。区別のために被覆次元と呼ばれるこの次元の概念はルベーグによれば「可分距離空間 X の任意の有限開被覆に対して高々次数 n + 1 の細分がとれるとき、X の次元は高々 n である」として述べられ、X が高々 n 次元かつ高々 n − 1 次元でないとき X は n 次元であると定義される。たとえば被覆次元が 0 であるというのは、各点が開かつ閉なる近傍を持つことであると述べることができる。そして古典的な意味で次元 n であるユークリッド空間 Rn は被覆次元の意味でも n 次元になる。

## 転用表現

### 観点・尺度
あまりにもかけはなれた考え方、技量、性質を形容する際に「次元が違う」と表現することがある。特に、量の違いではなく質の違いがあることを指して「まったく別の要素（次元）を取り入れないと理解できない」ということを意味することが多い。かけはなれていることを意味する「次元」は、多くの場合で「世界」に置き換えが可能である。（例: 世界が違う）

### 世界
SFやファンタジーなどの創作作品においてしばしば用いられる「次元」は、それぞれの世界に働く根源的な要素の集まりのことを指すことが多い。転じて、ある根源的な要素を基調とする世界のことも次元と称されることもある。
根源的な要素という意味の次元には、ある世界に存在しないまったく異なる要素も含まれる。そのような要素を持っている世界と持っていない世界とでは、世界の仕組みや過ごし方がまったく異なる。このため、世界の根源をなす要素が異なる（異次元の）世界同士は、異次元世界（または単に「異次元」）と呼称される。例えば、我々が過ごしている3次元空間の世界では、空間内を動くことによって移動が行われるが、魔法などによって移動が行われる世界では、我々の過ごす世界と根源となる要素が大きく異なっていると考えられる。このような場合において、「双方の世界は、異次元である」「双方は、異次元世界である」などと表現する。
また、異次元世界（異次元）という用語は、「異なった根源的な要素による世界」という意味の転用として、別世界、別天地、亜空間、異世界、パラレルワールドなどとほぼ同義に用いられる。

### 架空世界・架空人物
次元という語は、視覚メディアなどで提示される架空の世界を現実の世界から区別する用語として使用されることがある。具体的には、奥行き情報を込めずに構成される架空世界を「2次元世界」、物理空間における現実世界を「3次元世界」と呼称することがある。
また、漫画やアニメーションのキャラクターなど、伝統的に平面的なメディアの上で視覚化されてきたキャラクターを「2次元キャラクター」などと呼ぶことがある。

### 文字コード
文字コードにおける次元とは、符号化文字集合内の符号点を、いくつかの組に分けて示すときの組の数をいう。
古くはEBCDICやASCIIを示す際に、その表を16文字ずつ程度に区切って（すなわち、下位4ビットと残りの上位桁、といったふうに）並べたりするなど、自然に2次元として扱っていたりしたものであるが、仕様書中における記述としてたとえば 'A' のコードを 4/1 といったように記したり、JIS X 0208などで「区」「点」という概念と用語が使われるなど、明確に階層的なものが使われるようになっていた。一方でUnicodeにおいて符号位置（Unicodeにおいて符号点を指す用語）を示す整数「Unicodeスカラ値」は、その名の通り1次元のスカラ値である。
Unicodeはそのように1次元の符号点を定義する一方で、1980年代当初からUnicode関係者内外から指摘されていたような理由により、漢字において「Three-Dimensional Conceptual Model」というものを導入する必要が生じた。つまり、符号位置を表現する座標の次元とは直交する軸がある、というもの（そして現在では、漢字の場合は異体字セレクタ（Variation Selectors）の一つであるIdeographic Variation Selectorsで選ばれるもの）である。このような事情などもあり、後述するようにISO 10646では次元の構造が強調されることとなった。
このような「組」およびそれを元にした「次元」の概念は、さまざまな文字コードの規格に現れており、それらの規格書において、2次元の符号空間は物理的な2次元の図で、3次元の符号空間は物理的な3次元の図を使って説明されていることがある。また、各数字は8ビットに収まる256以下、あるいはその半分の128、ISO 2022系のように96や94のこともある。

#### ISO/IEC 10646における次元
このような意味での次元の概念を最も整備された形で規格書に明記しているのはISO/IEC 10646である。ISO/IEC 10646の規格書では、以下のように記述されている。
- ISO/IEC 10646の符号空間全体は4次元の空間であり、それは128個の群から構成される。
- 群は3次元の符号化空間であり、一つの群は256個の面から構成される。
- 面は2次元の符号化空間であり、一つの面は256個の区から構成される。
- 区は1次元の符号化空間であり、一つの区は256個の点（符号点）から構成される。

その結果ISO/IEC 10646での符号位置は、「群・面・区・点」の4つの要素から構成されるが群が00群であるときは群の記述を、さらに00群において面が00面であるときには群だけでなく面も省略して表記されることがある。ISO/IEC 10646のこのような構造はUnicodeを取り入れて大幅に内容が変わる前のDIS 10646第1版からのものである。ISO/IEC 10646の規格書ではこのような構造を空間的な三次元の図にして説明を加えており、各面の詳細なコードマップを二次元の図にして説明を加えている。

#### ISO/IEC 2022における次元
ISO/IEC 2022に準拠した図形文字集合には、シングルバイトの文字集合（94文字集合及び96文字集合）と複数バイト文字集合があるが、複数バイト文字集合も、単に一次元で表される巨大な符号空間が存在するのではなくは94文字集合または96文字集合を複数組み合わせる構造をもっており、これを「次元」と呼ぶことがある。なお、ISO/IEC 2022準拠の文字コードのうちCNS 11643やJIS X 0213のような複数の「面」を持つものは、規格自体は複数の面を持つ「三次元」であるが、ISO/IEC 2022の国際登録簿には二次元の個々の「面」ごとに異なる登録番号で登録されている。

#### さまざまな文字コードにおける次元
- 以下のような数字の組が群・面・区・点の4つからなる体系は4次元の文字コードと呼ばれる。
  - ISO/IEC 10646
- 以下のような数字の組が面・区・点の3つからなる体系は3次元の文字コードと呼ばれる。
  - Unicode（Ver.2以降）
  - CNS 11643
  - JIS X 0213
  - CCCII
  - TRONコード
- 以下のような数字の組が区・点の2つからなる体系は2次元の文字コードと呼ばれる。マルチバイト文字コードの多くは2次元の文字コードである。
  - Unicode (Ver.1.X)
  - JIS X 0208 (JIS C 6226)
  - JIS X 0212
  - GB 2312
  - KS X 1001 (KS C 5601)

ASCIIやISO/IEC 646のようないわゆるシングルバイト文字コードを特に1次元の文字コードと呼ぶことがある。